# Xylopsocus philippinensis
Xylopsocus philippinensis is een keversoort uit de familie boorkevers (Bostrichidae). De wetenschappelijke naam van de soort is voor het eerst geldig gepubliceerd in 1955 door Vrydagh.